# Церкези
Церкѐзи (на гръцки: Τσερκέζοι) е село в Кипър, окръг Лимасол. Според статистическата служба на Република Кипър през 2001 г. селото има 58 жители.
Намира се на запад от Лимасол и частично на територията на британската военна база Акротири.